# Pedra Dreta del Planal de la Coma del Llop
La Pedra Dreta del Planal de la Coma del Llop és un menhir del terme comunal de Vingrau, a la comarca del Rosselló (Catalunya Nord).
Està situat a la zona sud-est del terme comunal de Vingrau, a la Planal de la Coma del Llop, ran del termenal amb Òpol i Perellós.